# Ekaterina Vedeneeva
Ekaterina Olegovna Vedeeneva (in russo Екатерина Олеговна Веденеева?; Irkutsk, 23 giugno 1994) è una ginnasta russa naturalizzata slovena.

## Carriera

### Senior
Nel 2012 partecipa alla Kalamata Cup.
Nel 2013 si classifica quinta ai Nazionali Russi.
Nel 2014 partecipa alla New Years cup, arrivando prima.
Nel 2015 vince l'oro al Torneo Internazionale di Mosca davanti a Kaho Minagawa e Anastasia Serdyukova. Partecipa alle XXVIII Universiadi di Gwangju, arrivando quinta alla palla e settima alle clavette. Prende parte alla Serie A italiana di ginnastica ritmica in forze alla società Ardor Padova di Padova.
Nel 2016 prende parte alla Serie A italiana di ginnastica ritmica in forze alla società Ardor Padova di Padova.
Nel 2017 prende parte al Grand Prix di Holon, arrivando prima nella gara a team (con Ekaterina Seleznëva e Elizaveta Lugovskich), terza al cerchio, sesta alla palla, quarta alle clavette e prima al nastro.
Nel 2018 Ekaterina cambia nazionalità, ottenendo quella slovena e iniziando quindi a rappresentare la Slovenia alle gare internazionali. Alla World Challenge Cup di Kazan' arriva ottava nell'all-around, quinta al cerchio e settima alla palla. Ai Campionati del Mondo di ginnastica ritmica di Sofia arriva tredicesima nell'all-around e undicesima nella gara a team (con Aleksandra Podgorsek e Anja Tomazin).
Nel 2019 alla World Cup di Pesaro arriva quindicesima nell'all-around. Alla World Cup di Tashkent arriva settima nell'all-around, settima alla palla, quarta alle clavette e terza al nastro. Alla World Cup di Baku arriva ventunesima nell'all-around. Ai Campionati europei di ginnastica ritmica 2019 di Baku arriva settima alle clavette.
Nel 2021 partecipa alle Olimpiadi di Tokyo 2020 (posticipate a causa della pandemia da Covid-19) e si classifica sedicesima nelle qualificazioni, non riuscendo ad accedere alla finale. 
Nell'ottobre del 2021 compete ai Mondiali di Kitakyushu, in Giappone, dove si classifica dodicesima nell'All Around e riesce ad accedere alla finale al nastro, classificandosi poi settima, diventando così la prima ginnasta slovena a qualificarsi per una finale di specialità ai campionati mondiali.
Ai Mondiali di Sofia 2022 conquista una storica medaglia di bronzo al nastro (la prima medaglia mondiale sia per lei che per la Slovenia).
Ai Campionati Europei di Baku 2023 conquista una medaglia di bronzo alle clavette (la prima medaglia europea sia per lei che per la Slovenia).
Ai Mondiali di Valencia 2023 vince un'altra medaglia di bronzo sempre al nastro. E riesce a strappare il pass per le Olimpiadi di Parigi 2024. 
Nel 2024 partecipa alle Olimpiadi di Parigi, riuscendo a qualificarsi per la finale a 10 con il sesto punteggio. In finale, conferma la sesta posizione. 

## Palmarès

### Coppa del mondo
| Anno | Città             | Risultato | Specialità        |
| ---- | ----------------- | --------- | ----------------- |
| 2019 | Tashkent          | Bronzo    | Nastro            |
| 2021 | Mosca             | Bronzo    | Concorso generale |
| 2021 | Mosca             | Bronzo    | Palla             |
| 2021 | Mosca             | Bronzo    | Clavette          |
| 2021 | Mosca             | Bronzo    | Nastro            |
| 2022 | Mondiali Sofia    | Bronzo    | Nastro            |
| 2023 | Europei Baku      | Bronzo    | Clavette          |
| 2023 | Mondiali Valencia | Bronzo    | Nastro            |